# Železničná spoločnosť Slovensko
Železničná spoločnosť Slovensko, a.s. (ZSSK) (dansk: Jernbaneselskabet Slovakiet) er en slovakisk statsejet passagertogsvirksomhed med hovedkvarter i Bratislava.
I 2005 blev Železničná spoločnosť delt i "Železničná spoločnosť Slovensko, a. s." (passagertransport) og "Železničná spoločnosť Cargo Slovakia, a. s." (ZSSK CARGO or ZSCS) (godstransport).